# وروار أرجواني
الوروار الأرجواني (الاسم العلمي:Meropogon) هو جنس من الطيور يتبع فصيلة الوروارية من رتبة الشقراقيات.

## أنواع
يضم هذا الجنس نوع وحيد هو:
- وروار أرجواني اللحية (الاسم العلمي:Meropogon forsteni)